# Giro delle Alpi Apuane
Der Giro delle Alpi Apuane war eine Radsportveranstaltung in Italien. Es war ein Straßenrennen, das als Eintagesrennen ausgetragen wurde und fand von 1919 bis 1960 statt.

## Geschichte
Der Kurs führte quer durch die Provinz Massa-Carrara. Start und Ziel waren in der Regel in Marina di Massa. Es wurde für Amateure als auch in mehreren Jahren für Berufsfahrer veranstaltet und war Bestandteil der Rennserie Trofeo dell’U.V.I. Insgesamt wurde es in 18 Jahren ausgefahren. Bei der ersten Austragung 1919 erreichten nur acht Fahrer das Ziel. 1919 war es ein Rennen für Berufsfahrer, ebenso 1920, als auch nur sechs Fahrer ins Ziel kamen.

## Sieger
- 1919  Emilio Petiva
- 1920  Bartolomeo Aimo
- 1921–1932 nicht ausgetragen
- 1933  Orlando Teani
- 1934  Mario Cipriani
- 1935  Amerigo Agati
- 1936–1948 nicht ausgetragen
- 1949  Gino Campigli
- 1950  Paolo Bernardini
- 1951  Lido Sartini
- 1952  Nello Dal Poggetto
- 1953  Vasco Ciapini
- 1954  Giuseppe Buratti
- 1955  Ugo Massocco
- 1955  Guido Carlesi
- 1957  Armando Pellegrini
- 1958  Luigi Zaimbro
- 1959  Carlo Azzini
- 1960  Addo Kazianka